# Bysjön
Der Bysjön ist der größte von vier Seen auf Norra Ulvön. Der See ist 900 Meter lang und bis zu 450 Meter breit, teilweise aber nur 150 Meter. Gespeist wird er durch mehrere kleine Bäche, der einzige Abfluss ist ein Bach zum östlich liegenden Kvarnsjön. Die noch 1971 als Insel kartografierte Holmen am Ostufer ist heute durch Verlandung mit dem Ufer verbunden, auf ihr befindet sich ein kleiner Friedhof. Am Nordufer liegt die Ortschaft Sörbyn. Die Wasserversorgung des Hauptortes von Ulvön, Ulvöhamn, wird vom Bysjön gespeist.